# Jean-Marie Reding

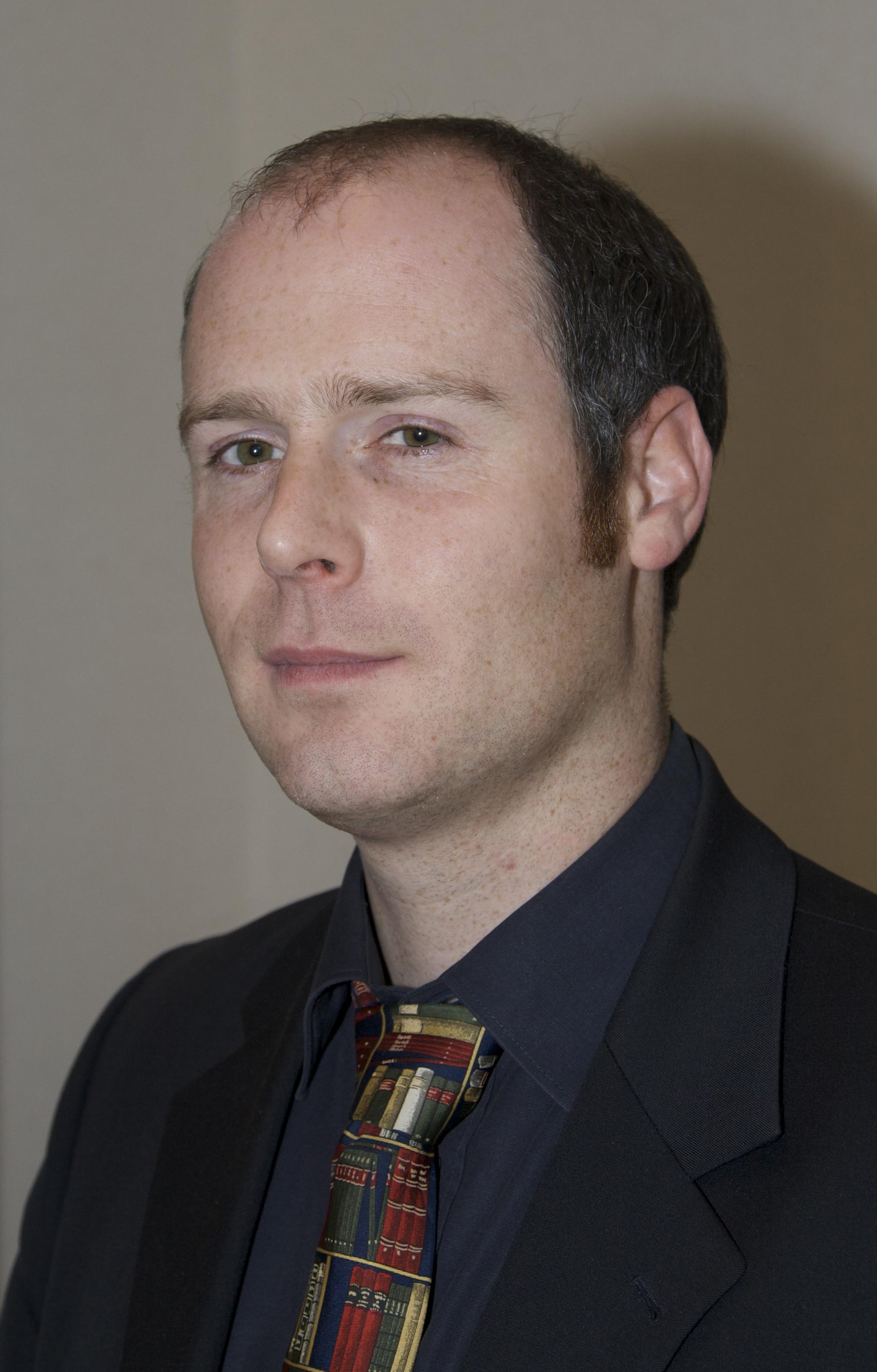
Jean-Marie Reding

Jean-Marie Reding (* 1975 in Luxemburg) ist ein luxemburgischer Bibliothekar.
Reding absolvierte ein Studium für öffentliches Bibliothekswesen an der Fachhochschule Köln. Seit 2000 arbeitet er als Bibliothekar an der Nationalbibliothek Luxembourg. Von 2003 bis 2016 war er Präsident des luxemburgischen Berufsverbandes für Bibliothekare, Archivare und Dokumentare ALBAD («Associatioun vun de Lëtzebuerger Bibliothekären, Archivisten an Dokumentalisten»). Seitdem ist er dessen Vizepräsident. Von 2016 bis 2021 war er Schatzmeister (Treasurer) des European Bureau of Library, Information and Documentation Associations (EBLIDA).
Reding ist mit zahlreichen Veröffentlichungen zum luxemburgischen Bibliothekswesen hervorgetreten. 2014 erhielt er den Luxemburger Bücherpreis.